# Félix Pacheco
José Félix Alves Pacheco (Teresina, 2 de agosto de 1879 — Rio de Janeiro, 6 de dezembro de 1935) foi um jornalista, político, poeta e tradutor brasileiro.

## Biografia
Filho de Gabriel Luís Ferreira e Maria Benedita Cândida da Conceição Alves Pacheco. Estudou no ensino fundamental ainda em Teresina, indo em 1890 para ao Rio de Janeiro, onde o tio Teodoro Alves Pacheco era senador. Aí efetua a complementação de seus estudos, bacharelando-se em Direito, em 1897.
Ingressou no jornalismo, chegando a tornar-se um dos coproprietários do Jornal do Commercio (ainda existente, sendo um dos mais antigos jornais brasileiros ainda em circulação). Considerado por muitos que conheciam sua "imparcialidade de espírito" e o seu "entusiasmo discreto" um dos maiores jornalistas de seu tempo.
Pertenceu à Ordem rosa-cruz.
Foi casado com Dora Vianna Rodrigues, com quem teve duas filhas: Ignez (Ignezita) e Martha. Seu pai, Gabriel Luís Ferreira, e o irmão, João Luís Ferreira, governaram o Estado do Piauí.

## Vida pública
Félix Pacheco ingressou na política elegendo-se, pelo Piauí, seu estado natal, deputado federal em 1909, obtendo, nos anos seguintes, sucessivas reeleições,  até 1921, quando elege-se senador para um mandato de 8 anos.
Foi, no governo Artur Bernardes (1922–1926), Ministro das Relações Exteriores, retornando para o Senado em 1927, pouco antes do fim do seu mandato. A 14 de dezembro de 1922, foi agraciado com o grau de Grã-Cruz da Ordem Militar de Cristo, de Portugal.
Paralelamente à carreira política, dedicou-se à vida literária. Poeta de estilo intermediário entre o parnasianismo e o simbolismo, foi eleito para a Academia Brasileira de Letras, em 1912. 
Tradutor de mérito reconhecido, voltou-se para a obra de Baudelaire, tornando-se um de seus principais intérpretes e divulgadores no Brasil. Traduziu, comentou e estudou a obra desse escritor francês sob o ponto de vista bibliográfico, crítico e literário. Essa dedicação obstinada foi coroada com o discurso que pronunciou em 24/11/1932, intitulado "Baudelaire e os milagres do poder da imaginação", publicado no ano seguinte, quando também publicou outros diversos estudos sobre o renomado escritor.
Ainda em 1927, em renhido pleito, volta a disputar o mandato de senador da República, concorrendo contra o velho cacique Firmino Pires Ferreira. Embora tenha se declarado vitorioso, a Justiça da época, em plena República Velha, reconhece a vitória de seu opositor. Insatisfeito com essa decisão pouco convincente, abandona a política, vindo a falecer oito anos depois.

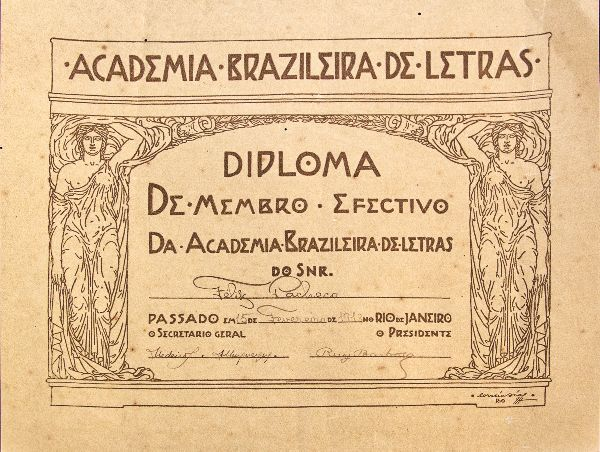
Diploma de membro da Academia Brasileira de Letras em 1918, assinado pelo então presidente Rui Barbosa.

## Academia Brasileira de Letras
Escritor de vasta produção literária, publicou mais de duzentas obras, deixando também vasta produção como publicista, além de conferências e discursos. Como reconhecimento pela qualidade de sua produção literária, no ano de 1913 ingressou na Academia Brasileira de Letras, eleito que fora no ano anterior, sendo o primeiro piauiense a ocupar Cadeira naquela augusta Casa de Cultura. Ocupou a cadeira 16, cujo patrono é Gregório de Matos, sendo seu segundo ocupante. Mais tarde Ingressou na Academia Piauiense de Letras.

### Identificação datiloscópica

Com Artur Bernardes e outros ministros de Estado (fotografia sob a guarda do Arquivo Nacional).

Pioneiro defensor da introdução no Brasil do método de identificação pelas impressões digitais — para a qual ainda havia descrentes e alguma oposição no país, foi Félix Pacheco o fundador e primeiro diretor do Gabinete de Identificação e Estatística da Polícia do Distrito Federal, hoje Instituto de Identificação Félix Pacheco — o primeiro no país a adotar o banco de dados datiloscópicos.

## Obras
Dono de estilo entre o parnasiano e o simbolista, viveu a transição desses momentos literários. Sua obra não é muito conhecida — sequer merecendo análise no quadro apresentado por Manuel Bandeira em seu "Apresentação da poesia brasileira". De fato, a vaga na Academia, em seu caso, deveu-se muito mais à condição de "notável" que propriamente por suas qualidades literárias. Já acadêmico dedica-se à tradução da obra de Baudelaire — importante contribuição para a literatura e sua divulgação.

### Publicações
- Chicotadas, poesias revolucionárias - 1897
- Via Crucis - 1900
- O périplo de Hannon - (monografia) - 1900
- Mors-Amor - 1904
- Luar de amor - 1906
- Dois egressos de farda - (estudo) - 1909
- Poesias - 1914
- Ignezita - 1915
- Martha - 1917
- Tu, só tu - 1917
- No limiar do outono - 1918
- O pendão da taba verde - 1919
- Lírios brancos - 1919
- Estos e pausas - 1920
- Em louvor de Paulo Barreto - 1921
- A "Canaã" de Graça Aranha - 1931
- Robres e Cogumelos (sobre José do Patrocínio e os pigmeus da imprensa) - 1932
- Duas charadas bibliográficas - 1932
- Poesias - 1932 (reunião de obras anteriores)
- A aliança de prata - 1933
- Descendo a montanha - 1935
- A Academia e os seus problemas - 1935

### Excerto
A poesia transcrita a seguir (domínio público), exemplifica a obra do poeta num soneto, forma então já bastante popularizada no Brasil:
Do cimo da montanha
Musa, pára um momento aqui, musa severa!
Olha deste alto cimo a Pátria, o Sonho, a Vida...
Mede toda a extensão imensa percorrida,
E o presente, e o porvir esmiúça, e considera!
Interpreta, na estrofe, a saudade sincera,
E realça, firme, o traço à página esquecida!
Canta a luz que te doura, e estende-a, refletida,
Sobre os rincões natais, que tua alma venera!
Mas grava tudo lenta, unindo, com orgulho,
O esto dos palmerais, e a harmonia dos trenos,
Como na relação do efeito para as causas...
Junta o carme à epopéia, enlaça o grito e o arrulho,
E os quarenta anos teus se fixarão, serenos,
Num longo beijo quente, ampliado em sóis e em pausas...